# بی‌دوول
بی‌دوول (به لاتین: Bəydövül) یک منطقه مسکونی در جمهوری آذربایجان است که در شهرستان گوی‌چای واقع شده است. بی‌دوول ۱۳۰۸ نفر جمعیت دارد.